# آب‌سنج

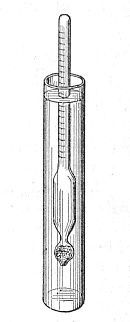
یک آب‌سنج.

آب‌سنج یا هیدرومتر (به انگلیسی: Hydrometer) ابزار ساده‌ای برای اندازه‌گیری چگالی یا چگالی نسبی یک مایع است. آب‌سنج شامل یک استوانهٔ شناور است که انتهای پایینی آن به شکل مخروط و سنگین و انتهای بالایی آن به صورت لوله‌ای باریک است. زمانی که آب‌سنج را در یک مایع قرار دهیم شکل عمودی به خود خواهد گرفت و در مایع فرو خواهد رفت. میزان فرورفتن این ابزار با چگالی آن متناسب است، در عین حال ممکن است چگالی را از روی مقیاس روی لوله بخوانند. آب‌سنج ابزار ساده‌ای برای اندازه‌گیری چگالی یا چگالی نسبی یک مایع است. آب‌سنج شامل یک استوانهٔ شناور است که انتهای پایینی آن به شکل مخروط و سنگین و انتهای بالایی آن به صورت لوله‌ای باریک است. زمانی که آب‌سنج را در یک مایع قرار دهیم شکل عمودی به خود خواهد گرفت و در مایع فرو خواهد رفت. میزان فرورفتن این ابزار با چگالی آن متناسب است، در عین حال ممکن است چگالی را از روی مقیاس روی لوله بخوانند. آب سنج را نباید با چگال‌سنج (دانسیتومتر) اشتباه گرفت.

## معرفی
آب سنج وسیله‌ای است که از آن برای اندازه‌گیری چگالی نسبی مایعات استفاده می‌شود؛ که نسبت چگالی مایع به چگالی آب هست. یک آب سنج معمولاً از شیشه ساخته شده‌است و شامل یک ساقهٔ استوانه‌ای و یک حباب پر شده با جیوه یا گلولهٔ سربی برای قائم نگه داشتن آن است. مایعی که می‌خواهد آزمایش شود داخل یک محفظهٔ بلند ریخته شده‌است، اغلب یک سیلندر مدرج، و آب سنج به آرامی به سمت پایین مایع آمده تا آزادانه شناور شود. محل سطحی از مایع که با ساقهٔ آب سنج برخورد می‌کند لحاظ می‌شود. آب سنج‌ها معمولاً یک درجه کنار ساقه دارند، بنابراین چگالی نسبی می‌تواند مستقیماً خوانده شود. تنوعی از درجه‌بندی‌ها وجود دارد و بسته به زمینه استفاده می‌شود.
آب سنج‌ها ممکن است برای استفاده‌های مختلفی مدرج شده باشند. مانند یک شیر سنج برای اندازه‌گیری غلظت (چربی) شیر. یک قند سنج برای اندازه‌گیری غلظت شکر در یک مایع. یا یک الکل سنج برای اندازه‌گیری درجات بالاتر مشروبات الکلی.
عملکرد آب سنج بر پایهٔ قانون ارشمیدس است که یک جامد معلق در سیال به‌وسیلهٔٔ یک نیرو برابر وزن سیال جابجا شده شناور می‌ماند. پس هرچه چگالی ماده کمتر باشد آب سنج بیشتر فرومی‌رود.

## تاریخچه
یک توضیح قدیمی در مورد آب سنج در یک نامه از سینیسیوس از سیرنه به پژوهشگر یونانی هیپاتیا از الکساندریا یافت شد. در پانزدهمین نامهٔ سینیسیوس او از هیپاتیا خواست تا یک آب سنج برای او بسازد. هیپاتیا برای اختراع آب سنج (یا آب بین) سابقاً در آخر قرن چهارم یا اول قرن پنجم اعتبار یافته‌است.
این وسیله در تحقیق (انجام شده) یک لولهٔ استوانه‌ای است که شکل فلوت دارد و تقریباً هم اندازه است. (این وسیله) در راستای عمودی شکاف‌هایی دارد. با توانایی وسایلی که ما داشتیم وزن آب را توانستیم آزمایش کنیم. فرم‌های مخروطی یک سرپوش روی یکی از سرها نزدیک لوله گنجانده شده‌است. مخروط و لوله فقط یک پایه دارند. این بریلیوم نام دارد. هرجا شما لوله را در آب قرار دهید آن عمود می‌ایستد. بعد از آن شما می‌توانید برای راحتی تان شکاف‌ها را بشمارید؛ و در این راه وزن آب معلوم می‌شود.
آن به‌وسیلهٔٔ ابوریحان بیرونی در قرن ۱۱ استفاده شده‌است و به‌وسیلهٔٔ خازنی در قرن ۱۲ توضیح داده شده‌است. آن بعداً دوباره در کار ژاک شارل در قرن ۱۸ ظاهر شد.

## محدوده‌ها
در مایعات با چگالی پایین مانند نفت سفید، بنزین و الکل آب سنج پایین‌تر می‌رود و در مایعات با چگالی بالاتر مانند آب شور – شیر و اسیدها زیاد فرو نمی‌رود. در واقع معمولاً دو وسیله جداگانه دارد – یکی برای مایعات سنگین روی جایی که نشانگر ۱٫۰۰۰ برای آب نزدیک بالای لوله است و یکی برای مایعات سبک روی جایی که نشانگر ۱٫۰۰۰ برای آب نزدیک پایین لوله است. در بسیاری از صنایع یکی مجموعه آب سنج استفاده می‌شود که چگالی‌های ۱٫۰–۰٫۹۵، ۰٫۹۵–۰٫۹ را پوشش می‌دهد تا اندازه‌گیری دقیق تری را فراهم کند.

## درجه‌بندی
آب سنج‌های جدید معمولاً وزن مخصوص را اندازه می‌گیرند اما درجه‌بندی‌های متفاوتی وجود دارد که در برخی صنایع استفاده می‌شود. مانند موارد زیر:
گرانش API عموماً به‌وسیلهٔٔ صنعت نفت خام جهانی استفاده می‌شود.
- مقیاس بومه: قبلاً در شیمی صنعتی و داروشناسی استفاده می‌شد.
- مقیاس بریکس: به‌طور اولیه در آبمیوه استفاده می‌شد، در کارخانهٔ شراب و صنعت شکر نیز استفاده می‌شود.
- مقیاس ایچسل: برای اندازه‌گیری غلطت انگور شراب استفاده می‌شود.
- مقیاس افلاطون: اصولاً برای آبجوسازی استفاده می‌شود.
- مقیلس توادل: در گذشته در سفیدگری و صنعت رنگرزی استفاده می‌شد.

## آب سنج‌های ویژه
آب سنج‌های ویژه بارها برای استفاده‌شان نام‌گذاری شده‌اند. برای مثال یک آب سنج مخصوص استفاده برای لبنیات طراحی شده‌است

## بومه اسید چیست ؟
بومه اسید (اسید سنج) یک ابزار آزمایشگاهی شیشه‌ ای است کهبه منظور اندازه‌گیری چگالی اسید مانند اسید سولفوریک در باتری‌ یا صنایع شیمیایی مورد استفاده قرار می گیرد. هیدرومتر  با شناور شدن در مایع و خواندن درجه روی لوله باریک خود، چگالی را نشان می‌ دهد. از این طریق به کاربر کمک می‌ کند غلظت اسید را تعیین کند. از آنجا که اسید سنج با مواد خورنده سروکار دارد، باید با احتیاط استفاده شود.

### شیرسنج
شیر سنج در حقیقت یک آب‌سنج است که برای مشخص کردن مقاومت الکلی مایعات استفاده می‌شود. همچنین به عنوان آب سنج مقدار خلوص الکل و گذرنده شناخته می‌شود. این نوع آب سنج فقط غلطت مایع را اندازه‌گیری می‌کند. برخی فرضیه‌ها درست شده‌اند تا مقدار الکل حاضر در مایع را تخمین بزنند. الکل سنج‌ها درجه‌هایی علامت زده شده با درصد الکل بالقوه دارند که مبنی بر چگالی نسبی از پیش محاسبه شده‌است.
یک الکل بالقوهٔ بالاتر خوانده شده از روی این درجه به‌علت وزن مخصوص بیشتر است که این‌طور در نظر گرفته شده که به‌علت تولید شکرهای حل نشده باشد. یک (درجه) خوانی بعد و قبل از تخمیر انجام می‌شود و الکل تقریبی موجود با تفریق عدد خوانده شده بعد از تخمیر از قبل از تخمیر به‌دست می‌آید.

### قند سنج
قند سنج آب سنجی است که برای تعیین میزان شکر حل شده در محلول استفاده می‌شود.
(قند سنج) اصولاً به‌وسیلهٔٔ شراب سازها و آبجو سازها استفاده می‌شود و همچنین می‌تواند در شربت ساختن و بستنی ساختن استفاده شود. اولین قند سنج آبجو ساز در سال ۱۷۸۴ توسط جان ریچاردسون ساخته شد. (قند سنج) شامل یک حباب شیشه‌ای بزرگ پر شده با یک ساقهٔ لاغر دارای درجه‌بندی است که از بالای آن هم بالاتر می‌رود. درجهٔ شکر می‌تواند با خواندن مقدار جایی که سطح مایع درجه‌ای را نشان می‌دهد مشخص شود. محلول دارای شکر بیشتر چگال تر است و سبب بیشتر شناور شدن حباب می‌شود. شکر کمتر باعث چگالی کمتر و نتیجتاً کمتر شناور شدن حباب می‌شود.

### آب‌سنج گرمایی
آب سنج گرمایی یک آب سنج است که یک گرماسنج کنار بخش شناور شدن دارد. برای اندازه‌گیری غلظت محصولات نفت خام مانند نفت‌های سوختی نمونه معمولاً در یک ژاکت (پوشش) گرما با یک دما سنج در پشت آن گرم می‌شود چون چگالی وابسته به دما است. نفت‌های سبک نوعاً در ۱۵ درجه سانتی گراد در ژاکت (بسته)های سرد جاسازی می‌شوند. نفت‌های خیلی سبک با عناصر بسیار فرار با یک ظرف اندازه-متغیر با استفاده از یک پیستون شناور نمونه بردار برای کم کردن سبکی و هدر رفت اندازه‌گیری می‌شوند.
یک آزمایش باتری دمای خنثی‌سازی وزن مخصوص و دمای الکترولیت را اندازه می‌گیرد.

### بارکومتر
بارکومتر برای آزمایش مقاومت برنزه کردن مشروب که برای چرم برنزه کردن استفاده می‌شود درجه‌بندی شده‌است.

### آب سنج باتریی
وضعیت شارژ اسید هادی باتری می‌تواند از غلظت محلول سولفوریک اسید به عنوان الکترولیت تخمین زده شود. یک آب سنج مدرج برای خواندن وزن مخصوص نسبت به آب در ۶۰ درجهٔ فارنهایت وسیله استاندارد برای سرویس کردن باتری‌های اتومبیل هاست. از جداول برای تصحیح قرائت‌ها به دمای استاندارد استفاده می‌شود.

### آزمایشگر ضدیخ
یک استفادهٔ دیگر از آب سنج در صنعت خودرو سنجش کیفیت محلول ضدیخی که برای خنک کردن موتور بکار می‌رود است. درجهٔ حفاظت انجماد می‌تواند مرتبط با غلظت (و بنا بر این اشباع) ضدیخ باشد – انواع مختلف ضدیخ رابطه‌های مختلفی بین غلظت اندازه‌گیری شده و نقطهٔ انجماد دارند.

### اسید سنج
بعضی اوقات با املای acidimeter هجی می‌شود – اسید سنج یک آب سنج است که برای اندازه‌گیری وزن مخصوص اسید استفاده می‌شود.

### استفاده در تجزیه و تحلیل خاک
آنالیز آب سنج یک فرایند به‌وسیلهٔٔ خاک‌های خوب دانه بندی شده - لای و خاک رس است.
تحلیل آب سنج اگر اندازهٔ دانه‌ها برای آزمایش دانه بندی خیلی کوچک باشد انجام می‌شود. مبنای انجام این آزمایش قانون استوکس برای سقوط دانه‌ها در سیال چسبناک است که می‌گوید سرعت نهایی سقوط دانه‌ها بستگی به قطر دانه و وزن مخصوص دانه‌ها در فضای معلق و سیال دارد؛ بنابراین قطر دانه می‌تواند از آگاهی از فاصله و زمان سقوط اندازه‌گیری شود. یک آب سنج همچنین وزن مخصوص (یا غلظت) تعلیق را مشخص می‌کند و این موجب می‌شود درصد قطر ریزدانه‌های برابر محاسبه شود.